# M45 (rachetă)

Racheta M45 cu 6 capete de luptă MIRV tip TN 75

M45 este actuala rachetă balistică cu lansare de pe submarin din seria MSBS (Mer-Sol-Balistique-Stratégique “mare-sol-balistic-strategic”) a marinei militare franceze. Platforma pentru aceste rachete este noua generație de submarine cu propulsie nucleară din clasa Le Triomphant.